# Hüttengraben (Ludwigshafen)

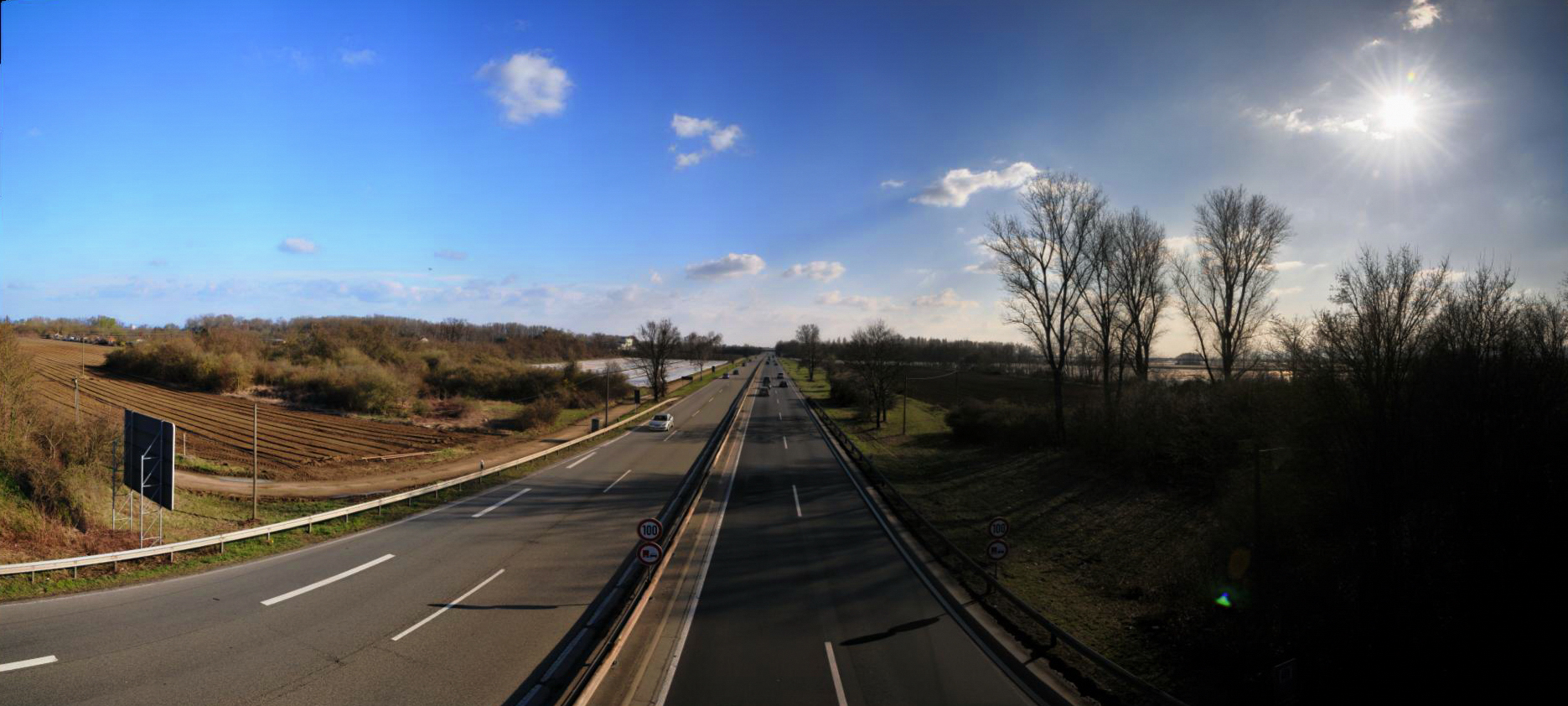
Hüttengraben von Norden

Der Hüttengraben genannte Platz ist vermutlich der Graben einer ehemaligen Dorfeinhegung, es handelt sich um eine mächtige Rechteckschanze aus einem breiten Graben mit ehemaligem Erdwall auf der Innenseite. Er liegt in einem Feld südwestlich des Ludwigshafener Stadtteils Oggersheim.
Man hielt ihn viele Jahrhunderte lang für die Gräben einer ehemaligen römischen Befestigungsanlage. Archäologische Untersuchungen unter Leitung des Amtes für Vor- und Frühgeschichte beziehungsweise des Historischen Museums in Speyer im Jahr 1965 ergaben jedoch, dass es sich um Siedlungsreste aus dem 10. oder 11. Jahrhundert handelt. Die Grabungen zeigten, dass die Siedlung vom 10./11. bis ins 14. Jahrhundert bewohnt war. In dieser Siedlung stand eine Kapelle, deren Überreste auf das Jahr 1280 datiert werden konnten. Erstmals urkundlich erwähnt wird die Zollhütte in einer Urkunde aus dem Jahr 1323. Im Mittelalter befand sich dort der Oggersheimer Galgen, weshalb er in älteren Karten auch als Galgenbuckel verzeichnet ist – der Armsünderweg führt noch heute zum Nordeingang der Anlage.
Auffällig ist die rechteckige Form des Grabens mit einer Größe von 200 × 300 m, der umlaufende Graben selbst ist immer noch zwei Meter tief. Die römische Fernstraße von Straßburg nach Mainz führt direkt durch den Hüttengraben, die dort streckenweise von der heutigen Bundesstraße 9 überbaut ist. Die Siedlung mit der Zollhütte innerhalb des Hüttengrabens nannte man Mittelhank oder Mittelhaug.

## Sage
Um die Anlage entstanden zahlreiche Sagen, die Pest soll der Siedlung ein Ende bereitet haben. Später soll dann die Fläche mit dem Graben als Schafweide genutzt worden sein.
Auch soll sich dort nach der Sage vom Oggersheimer Hüttenhammel immer wieder zur Mittagsstunde ein Hammel gezeigt haben, der sich dann – in Menschengestalt – eiligst wieder entfernt hätte.